# Santa Caterina (Nardò)
Santa Caterina is een plaats (frazione) in de Italiaanse gemeente Nardò.